# Furtadoa mixta
Furtadoa mixta là một loài thực vật có hoa trong họ Ráy (Araceae). Loài này được (Ridl.) M.Hotta mô tả khoa học đầu tiên năm 1985.